# Grace Lee Whitney
Grace Lee Whitney, all'anagrafe Grace Elaine Whitney, nata Mary Ann Chase (Ann Arbor, 1º aprile 1930 – Coarsegold, 1º maggio 2015), è stata un'attrice statunitense, nota soprattutto per il ruolo di Janice Rand, attendente personale del capitano James T. Kirk sull'astronave Enterprise nel franchise di fantascienza Star Trek.

## Biografia

### Primi anni
Nata Mary Ann Chase ad Ann Arbor, Michigan, come figlia illegittima. Venne quindi adottata da Gordon e Givah Whitney che le cambiarono il nome in Grace Elaine Whitney. Cominciò la sua carriera nello spettacolo come "girl singer" per la radio WJR di Detroit all'età di 14 anni. Dopo aver lasciato casa, cominciò a farsi chiamare Lee Whitney, finendo per diventare nota come Grace Lee Whitney. In tarda adolescenza si trasferì a Chicago dove lavorò in alcuni night-club aprendo gli spettacoli di Billie Holiday e Buddy Rich; fece anche alcune tournée con i gruppi di Spike Jones e Fred Waring.
Whitney debuttò a Broadway nel musical Top Banana, nel ruolo di Miss Holland, con Phil Silvers e Kaye Ballard. A seguito del successo ottenuto, nel 1954 seguì il cast a Hollywood dove riprese il suo ruolo nell'omonima versione cinematografica. Durante la permanenza a Los Angeles partecipò ai provini e fu scelta per la parte di Lucy Brown per il tour nazionale de L'opera da tre soldi, sostituendo Bea Arthur.
Whitney fece parte del cast femminile di A qualcuno piace caldo di Billy Wilder (1959), in cui condivise diverse scene con Jack Lemmon, Tony Curtis e Marilyn Monroe, tra cui la famosa sequenza della cuccetta. Ebbe un ruolo non accreditato ne La maschera di cera (1953), Top Banana (1954), Il nudo e il morto (1958) e in Angeli con la pistola (1961). Fu accreditata come Tracey Phillips nel dramma A Public Affair (1962) e come Texas Rose nel western La legge del Far West (1963). Billy Wilder le attribuì il ruolo di "Kiki la cosacca" in Irma la dolce (1963).

### Star Trek

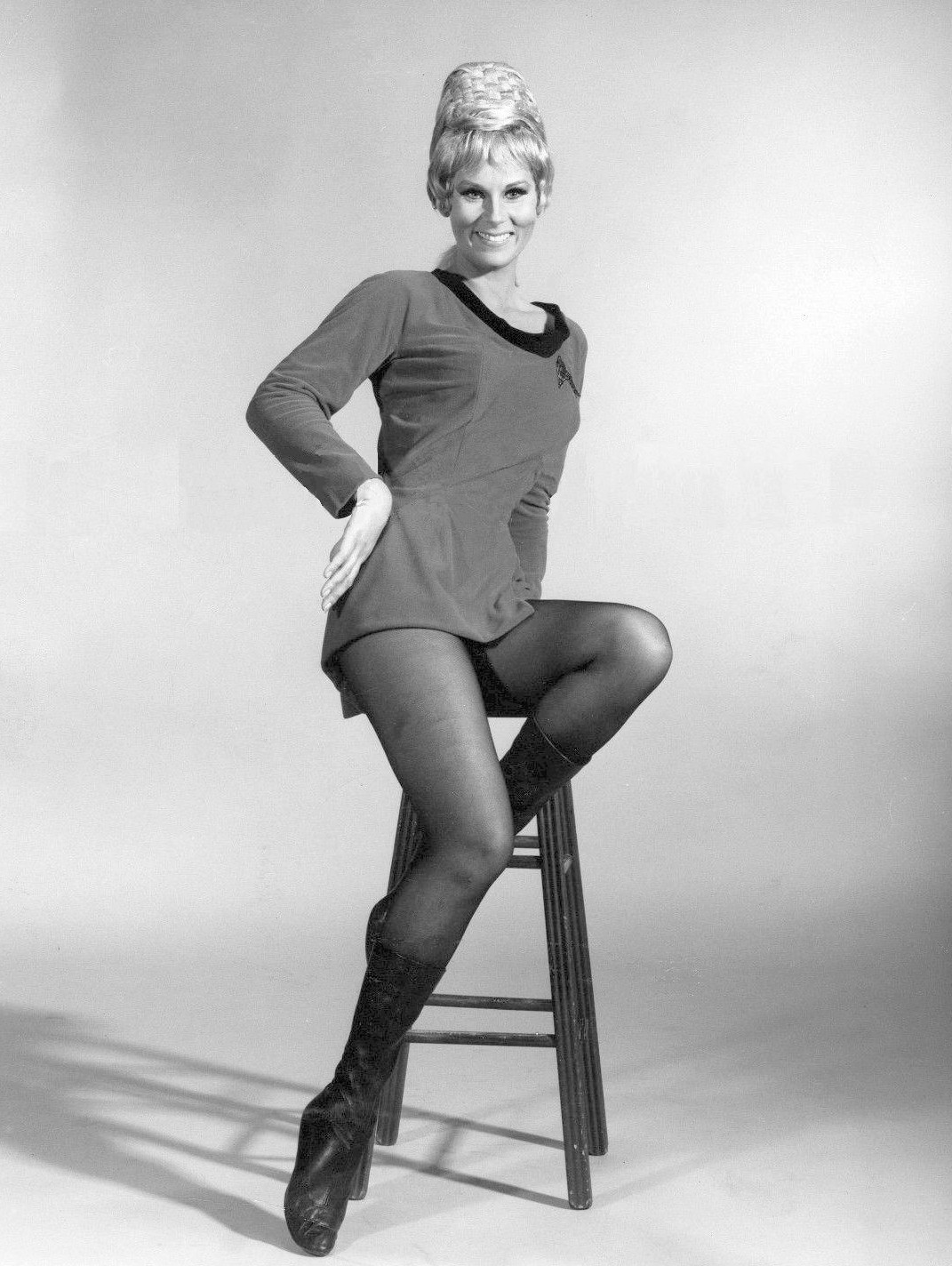
Grace Lee Whitney nei panni di Janice Rand, in una foto pubblicitaria del 1966

Nel 1966 Gene Roddenberry, ideatore di Star Trek, scelse Whitney per il ruolo dell'attendente Janice Rand, assistente personale del capitano James T. Kirk, per la serie classica. Whitney dichiarò: "Seguivo una dieta a base di pillole per restare magra - ed ero molto magra. Dovevo entrare nelle divise e ci riuscivo a fatica per cui passai alle anfetamine." Whitney apparve in otto dei primi tredici episodi, dopodiché fu licenziata. In seguito denunciò di essere stata molestata sessualmente da parte di un dirigente associato della serie mentre era ancora sotto contratto. In un'intervista pubblica dichiarò che in quei giorni difficili fu Leonard Nimoy la sua principale fonte di supporto. Maggiori dettagli sulla violenza sessuale subita furono inclusi nel suo libro, The Longest Trek, in cui però il nome del dirigente viene taciuto, affermando che "questa è la mia storia, non la sua".
In una successiva intervista, a proposito dell'uscita di scena del suo personaggio:
Whitney tornò a Star Trek negli anni settanta dopo che DeForest Kelley l'aveva vista nella lista dei disoccupati e le aveva detto che i fan della serie chiedevano continuamente di lei alle convention.
Così Whitney riprese il ruolo di Janice Rand, che nel frattempo era stata promossa a capo di terza classe nell'omonimo film del 1979. Apparve anche nei successivi Star Trek III - Alla ricerca di Spock (in un piccolo cameo dove però non interpreta Janice Rand), Star Trek IV - Rotta verso la Terra e Star Trek VI - Rotta verso l'ignoto, con un'ulteriore promozione a tenente comandante. Nel 1996, per le celebrazioni del 30º anniversario della serie, apparve nell'episodio Flashback della serie televisiva Star Trek: Voyager, insieme a George Takei. Riprese il suo ruolo in due webserie non canoniche, Star Trek: New Voyages e Star Trek: Of Gods and Men. New Voyages fu trasmesso per la prima volta il 24 agosto 2007, mentre Of Gods and Men fece il suo debutto a fine 2007.

### OltreStar Trek
Whitney fece oltre cento apparizioni televisive, a partire dal suo debutto nel 1953 con Cowboy G-Men. Apparve in episodi di The Real McCoys, Carovane verso il West, The Islanders, Hennesey, The Roaring 20's, Gunsmoke, Bat Masterson, The Rifleman, Indirizzo permanente, Vita da strega, Mike Hammer, Batman, Gli intoccabili e Hawaiian Eye.
Apparve nell'episodio Controlled Experiment della serie televisiva The Outer Limits, con Barry Morse e Carroll O'Connor. Nel 1962 recitò nell'episodio The Tin Horn della serie The Rifleman, nella parte di Rose Keeler. Sempre nel 1964 interpretò il personaggio di Babs Livingston nell'episodio A cuccia Signor Barker (It Shouldn't Happen to a Dog) della serie Vita da strega. Sul finire degli anni sessanta apparve come guest star in Mannix, Death Valley Days, La grande vallata e Il virginiano. 
Tra i ruoli degli anni settanta si ricordano quelli in The Bold Ones, Cannon e Cuore e batticuore. Nel 1983 ebbe una piccola parte nel film per la televisione The Kid with the 200 IQ, con Gary Coleman. Nel 1998 fece un'apparizione in Un detective in corsia, in un episodio che la vide riunita ai vecchi colleghi di Star Trek: George Takei, Walter Koenig e Majel Barrett.
Negli anni sessanta e settanta Whitney cantò con numerose orchestre e band, tra cui la Keith Williams Orchestra. In seguitò si concentrò maggiormente sul canto jazz/pop come frontman del gruppo musicale Star. Negli anni settanta, col marito Jack Dale, scrisse diversi brani legati a Star Trek. Nel 1976 uscì un singolo contenente i brani Disco Trekkin’ e Star Child. Registrò brani ispirati agli episodi del telefilm come Charlie X, Miri, Enemy Within e USS Enterprise. Molte di queste canzoni furono pubblicate negli anni novanta su due musicassette: Light at the End of the Tunnel nel 1996 e Yeoman Rand Sings! nel 1999.
Nel 1998 pubblicò la sua autobiografia, The Longest Trek: My Tour of the Galaxy. Oltre alla storia della sua assunzione e licenziamento dalla serie di Star Trek, nel libro si narra del suo primo impiego come sirena per la Chicken of the Sea nonché i suoi problemi, e il suo ricovero, dovuti all'abuso di alcol.

### Ultimi anni
Nel 1993 Whitney si trasferì a Coarsegold, in California, per stare vicino al figlio Jonathan Dweck, che era rimasto là dopo aver frequentato la California State University Fresno. Secondo il figlio, “continuò il suo lavoro per la comunità di Fresno e Madera County, dedicando completamente la sua vita ad aiutare se stessa e gli altri a trovare la sobrietà quotidiana e una forza maggiore per uscire dalla dipendenza." Suo figlio ha affermato che il desiderio di Whitney era di essere nota più come sopravvissuta all'alcolismo che come attrice di Star Trek.
Whitney è morta per cause naturali nella sua casa di Coarsegold il 1º maggio 2015, all'età di 85 anni.

## Vita privata
Whitney si sposò due volte, la prima con Sydney Dweck, da cui ebbe due figli, Scott e Jonathan, e la seconda con Jack Dale.

## Filmografia

### Cinema
- Top Banana, regia di Alfred E. Green (1954) - non accreditata
- Il nudo e il morto (The Naked and the Dead), regia di Raoul Walsh (1958) - non accreditata
- A qualcuno piace caldo (Some Like It Hot), regia di Billy Wilder (1959) - non accreditata
- Angeli con la pistola (Pocketful of Miracles), regia di Frank Capra (1961) - non accreditata
- A Public Affair, regia di Bernard Girard (1962)
- Mia moglie ci prova (Critic's Choice), regia di Don Weis (1963)
- Irma la dolce (Irma la Douce), regia di Billy Wilder (1963)
- Il codice della pistola (The Man from Galveston), regia di William Conrad (1963)
- Star Trek (Star Trek: The Motion Picture), regia di Robert Wise (1979)
- Star Trek III - Alla ricerca di Spock (Star Trek III: The Search for Spock), regia di Leonard Nimoy (1984)
- Rotta verso la Terra (Star Trek IV: The Voyage Home), regia di Leonard Nimoy (1986)
- Rotta verso l'ignoto (Star Trek VI: The Undiscovered Country), regia di Nicholas Meyer (1991)

### Televisione
- The Walter Winchell File – serie TV, episodio 1x17 (1958)
- Mike Hammer – serie TV, episodio 1x27 (1958)
- Flight – serie TV, episodio 1x14 (1958)
- Le leggendarie imprese di Wyatt Earp (The Life and Legend of Wyatt Earp) – serie TV, episodio 4x14 (1958)
- Overland Trail – serie TV, episodi 1x10-1x17 (1960)
- I racconti del West (Zane Grey Theatre) – serie TV, episodio 5x17 (1961)
- Bat Masterson – serie TV, episodio 3x24 (1961)
- The Islanders – serie TV, episodio 1x21 (1961)
- Peter Loves Mary – serie TV, episodio 1x27 (1961)
- Michael Shayne – serie TV, episodi 1x20-1x30 (1961)
- The Real McCoys – serie TV, episodio 5x05 (1961)
- General Electric Theater – serie TV, episodio 10x12 (1961)
- Hennesey – serie TV, episodio 3x12 (1961)
- The Roaring 20's – serie TV, episodi 2x05-2x13 (1961-1962)
- I detectives (The Detectives) – serie TV, episodi 3x08-3x15 (1961-1962)
- Surfside 6 – serie TV, episodi 2x01- 2x32-2x38 (1961-1962)
- Indirizzo permanente (77 Sunset Strip) – serie TV, 5 episodi (1961-1963)
- Hawaiian Eye – serie TV, episodio 3x24 (1962)
- Gunsmoke – serie TV, episodio 7x23 (1962)
- The Rifleman – serie TV, episodio 4x24 (1962)
- Frontier Circus – serie TV, episodio 1x22 (1962)
- The New Breed – serie TV, episodio 1x36 (1962)
- Ensign O'Toole – serie TV, episodio 1x04 (1962)
- Undicesima ora (The Eleventh Hour) – serie TV, episodio 1x03 (1962)
- Sam Benedict – serie TV, episodio 1x11 (1962)
- King of Diamonds – serie TV, episodio 1x26 (1962)
- Gli intoccabili (The Untouchables) – serie TV, episodi 4x01-4x29 (1962-1963)
- Death Valley Days – serie TV, 5 episodi (1962-1969)
- The Crisis – serie TV, episodio 1x10 (1963)
- Il virginiano (The Virginian: nell'ultima stagione denominata The Men from Shiloh) – serie TV, episodio 1x26-7x11 (1963-1968)
- The Outer Limits – serie TV, episodio 1x16 (1964)
- Sotto accusa (Arrest and Trial) – serie TV, episodio 1x18 (1964)
- Carovane verso il West (Wagon Train) – serie TV, episodio 7x21 (1964)
- Polvere di stelle (Bob Hope Presents the Chrysler Theatre) – serie TV, episodio 1x19 (1964)
- La legge del Far West (Temple Houston) – serie TV, episodio 1x24 (1964)
- Vita da strega (Bewitched) – serie TV, episodio 1x03 (1964)
- No Time for Sergeants – serie TV, episodio 1x33 (1965)
- Mona McCluskey – serie TV, episodio 1x05 (1965)
- I giorni di Bryan (Run for Your Life) – serie TV, episodi 1x05-2x18 (1965-1967)
- Star Trek – serie TV, 8 episodi (1966)
- Batman – serie TV, episodi 2x53-2x54 (1967)
- Rango – serie TV, episodio 1x09 (1967)
- Ironside, regia di James Goldstone – film TV (1967)
- Police Story, regia di Vincent McEveety – film TV (1967)
- Disneyland – serie TV, episodi 14x14-14x15 (1968)
- Cimarron Strip – serie TV, episodio 1x18 (1968)
- Mannix – serie TV, episodio 1x20 (1968)
- La grande vallata (The Big Valley) – serie TV, episodio 3x25 (1968)
- The Outsider – serie TV, episodio 1x15 (1969)
- Reporter alla ribalta (The Name of the Game) – serie TV, episodio 1x19 (1969)
- The Bold Ones: The Lawyers – serie TV, episodio 1x07 (1970)
- Cannon – serie TV, episodio 4x05 (1974)
- The Next Step Beyond – serie TV, episodio 1x23 (1978)
- Cuore e batticuore (Hart to Hart) – serie TV, episodio 1x19 (1980)
- The Kid with the 200 I.Q., regia di Leslie H. Martinson – film TV (1983)
- Star Trek: Voyager – serie TV episodio 3x02 (1996)
- Un detective in corsia (Diagnosis Murder) – serie TV, episodio 6x06 (1998)
- Star Trek: New Voyages – webserie, episodio 1x03 (2007)
- Star Trek: Of Gods and Men – miniserie direct-to-video (2007)

## Teatro (parziale)
- Top Banana
- Three penny opera

## Discografia

### Album
- 1966 - Light at the End of the Tunnel
- 1999 - Yeoman Rand Sings!

### Singoli
- 1976 - Disco Trekin' (con gli Star)

## Libri
- (EN) Grace Lee Whitney e Jim Denney, The Longest Trek. My Tour of the Galaxy, Leonard Nimoy (introduzione), Clovis, California, Quill Driver Books, 1998, ISBN 1-884956-05-X.